# Black Diamond (chanson)
Pour les articles homonymes, voir Black Diamond.
Pistes de Kiss
100,000 Years
Black Diamond est une chanson du groupe de hard rock américain Kiss, écrite par Paul Stanley, devenue un de leurs morceaux emblématiques en concert.

## Titre de Kiss
La chanson est le dernier morceau de leur premier album Kiss, sorti en 1974. Il démarre par un chant doux de Stanley accompagné par sa seule guitare, puis un silence avant de riffs furieux, accompagné par le chant du batteur Peter Criss, qui est le chanteur principal de ce morceau. Il s'efface pour laisser place à un solo de guitare d'Ace Frehley, puis le rythme ralentit. En concert, le final est marqué par des coups puissants du batteur sur les cymbales avec des effets scéniques : la plate-forme supportant la batterie s'élève au milieu d'effets pyrotechniques.
Black Diamond est un morceau récurrent lors des concerts du groupe, y compris durant la période où Peter Criss avait quitté le groupe au profit d'Eric Carr puis Eric Singer, ceux-ci assurant le chant.

## Editions
Black Diamond apparaît sur les albums:
- Kiss - version studio
- Alive! - version en concert
- The Originals - version studio
- Double Platinum - version studio remixée
- The Box Set - version studio
- Kiss Symphony: Alive IV - version en concert
- Gold - version studio
- Kiss Alive! 1975–2000 - version de Alive!

## Composition du groupe
- Paul Stanley – chant (intro) et guitare rythmique
- Gene Simmons – basse, chœurs
- Peter Criss – batterie et chant
- Ace Frehley – guitare solo, chœurs

## Reprises
- The Replacements ont repris la chanson en 1984 sur leur album Let It Be et un enregistrement en concert de 1986 a été publié en 2017 sur l'album For Sale: Live at Maxwell's 1986.
- Yoshiki du groupe japonais de metal X Japan a créé un arrangement de Black Diamond pour un orchestre de 72 instruments pour l'album hommage Kiss My Ass: Classic Kiss Regrooved édité en 1994.
- Le supergroupe américano-norvégien Black Diamond Brigade comprenant notamment Billy Gould du groupe Faith No More et des membres des groupes Satyricon, Euroboys, Ralph Myerz and the Jack Herren Band et Amulet a été formé spécialement pour cette reprise en 2003.
- Pearl Jam a effectué une reprise de ce titre dans un concert réservé aux fans au Vic Theatre de Chicago le 2 août 2007. Le batteur Matt Cameron a assuré le chant. Ils ont également interprété Black Diamond le 25 juin 2008 au Madison Square Garden de New York avec Cameron et le guitariste Mike McCready au chant, avec la participation d'Ace Frehley à la guitare. Ils l'ont interprété une troisième fois le 26 juin 2018 à Rome, durant leur tournée de 2018, avec de nouveau Cameron au chant
- Bathory a enregistré une reprise pour l'album hommage A Tribute to the Creatures of the Night, qui a été republiée sur la compilation In Memory of Quorthon
- Taking Dawn a effectué une reprise de ce titre sur leur premier album, Time to Burn
- The Smashing Pumpkins ont joué ce titre sur certains de leurs concerts en 2012 avec le batteur Mike Byrne au chant